# The Platinum Collection (album Faith No More)
Epic and Other Hits – czwarta składanka amerykańskiej grupy muzycznej Faith No More z 2005 roku.

## Lista utworów
1. "From Out of Nowhere" (muzyka: Gould/Bottum; tekst: Patton)
2. "Epic" (muzyka: Gould/Martin/Bottum/Bordin; tekst: Patton)
3. "Falling to Pieces" (muzyka: Gould/Bottum/Martin; tekst: Patton)
4. "Midlife Crisis" (muzyka: Martin/Bottum/Gould/Bordin; tekst: Patton)
5. "A Small Victory" (muzyka: Martin/Gould/Bordin/Bottum; tekst: Patton)
6. "Evidence" (muzyka: Gould/Spruance; tekst: Patton/Gould)
7. "Last Cup of Sorrow" (muzyka: Gould; tekst: Patton)
8. "Ricochet" (muzyka: Gould/Bordin; tekst: Patton)
9. "Caffeine" (muzyka: Gould/Martin/Bottum/Bordin; tekst: Patton)
10. "Everything's Ruined" (muzyka: Gould/Martin/Bottum/Bordin; tekst: Patton)
11. "Kindergarten" (muzyka: Gould/Martin/Bottum/Bordin; tekst: Patton)
12. "Underwater Love" (muzyka: Gould/Martin/Bottum/Bordin; tekst: Patton)
13. "She Loves Me Not" (muzyka: Gould/Bordin; tekst: Patton)
14. "Anne's Song" (muzyka: Gould/Martin/Bottum/Bordin; tekst: Mosley)
15. "We Care a Lot (Live)" (muzyka: Gould/Martin/Bottum/Bordin; tekst: Mosley)
16. "Edge of the World" (muzyka: Gould/Martin/Bottum/Bordin; tekst: Patton)
17. "Easy" (muzyka: Richie; tekst: Richie)
18. "I Started a Joke" (muzyka: B. Gibb/R. Gibb/M. Gibb; tekst: B. Gibb/R. Gibb/M. Gibb)

## Twórcy
- Mike Patton – śpiew
- Chuck Mosely – śpiew
- Jon Hudson – elektryczna gitara
- Trey Spruance – gitara
- "Big" Jim Martin – gitara
- Billy Gould – gitara basowa
- Roddy Bottum – keyboard
- Mike Bordin – perkusja
- Joe Arditti – Project Manager
- Ben Lister – Compiler